# Escultura de Italia
La escultura de Italia o italiana es la denominación historiográfica para las producción escultórica del arte en Italia a lo largo de su historia.

## Historia

### Escultura etrusca

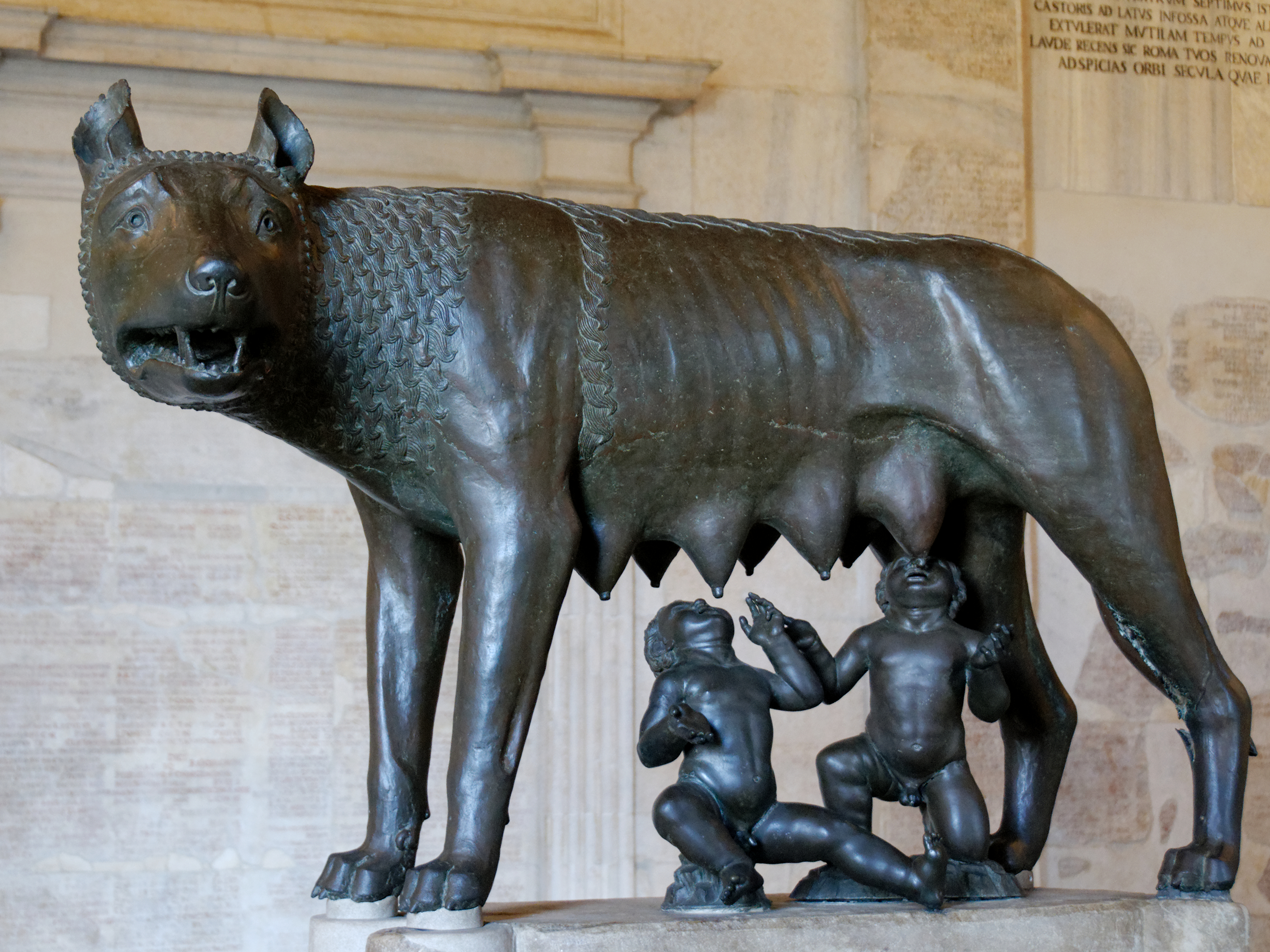
Loba capitolina.

Las esculturas etruscas son principalmente en terracota o bronce.
Modelaron las figuras de los muertos, que aparecían recostados sobre los sarcófagos.
Con la escultura etrusca apareció el retrato realista, saliendo del idealismo del arte griego.
Tiene cierta semejanza con la primitiva escultura griega y cierta influencia mesopotámica.
Las principales obras de este período son la Quimera de Arezzo, la Loba capitolina, el Apolo de Veyes entre otras.

### Escultura romana

#### República e imperio

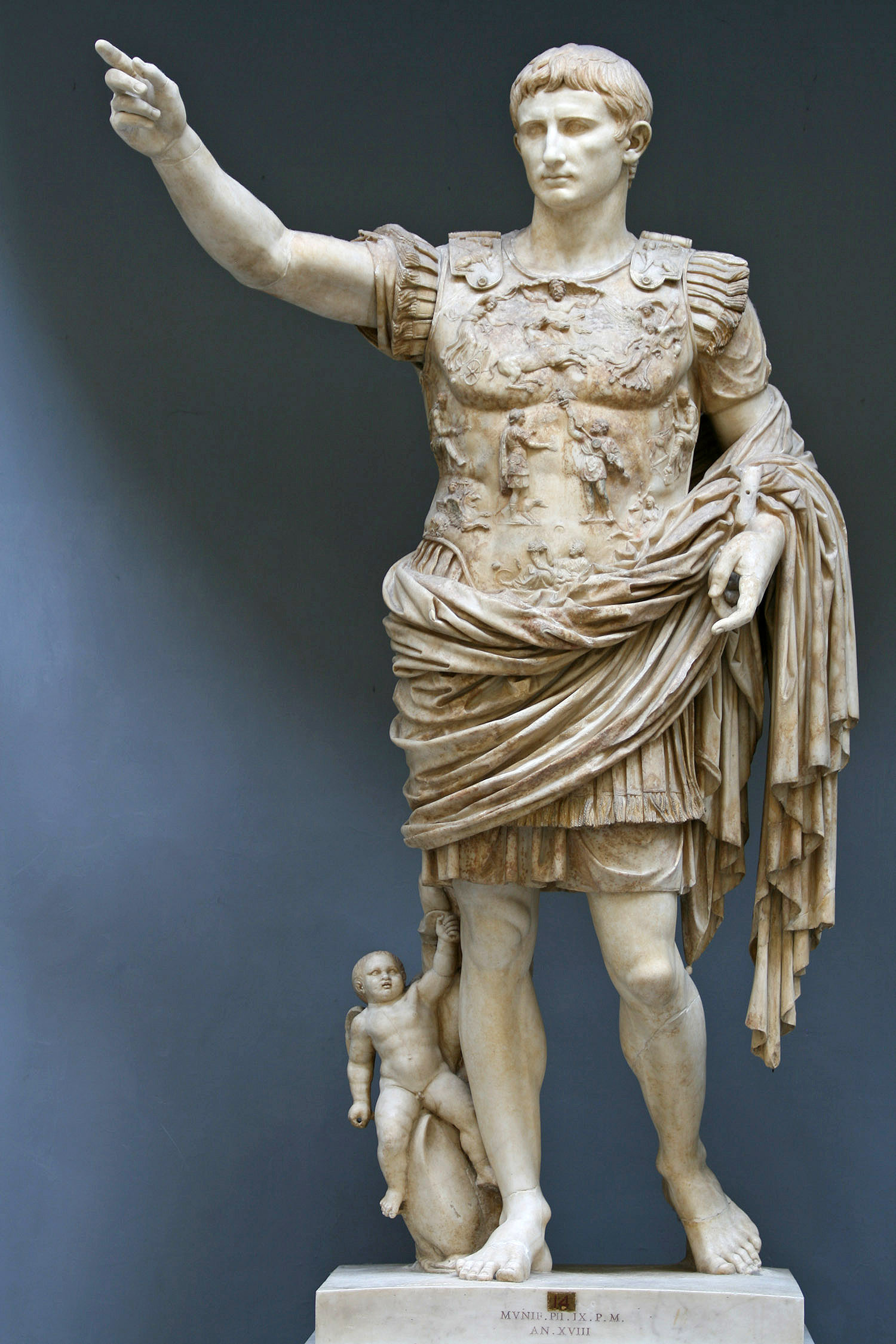
Augusto de Prima Porta.

La escultura romana no tuvo un estilo propio hasta pasado cierto tiempo.
Sus primeras influencias fueron los etruscos. Más adelante, según aumentaba el territorio romano y avanzaban las conquistas, grandes cantidades de esculturas griegas llegaron a Roma como botín de guerra y también llegaron los escultores griegos. Realizaron de estas esculturas miles de copias que adornarían los jardines y los edificios públicos romanos.
De los etruscos heredaron el realismo de las imágenes de cera que realizaban a sus difuntos, de los griegos el idealismo. De época republicana destacan los retratos de Julio César, Cicerón y Pompeyo.
El idealismo griego se puede apreciar en las obras del principio del imperio (s.I a.c) como el Augusto de Prima Porta, o los retratos de Calígula y Tiberio.
Posteriormente la época de los flavios y durante la anarquía militar del s. III d. C. predominó la corriente más propia del realismo. Durante el reinado de los Antoninos el retrato tiende al barroquismo. Muestra de ello son los retratos de Cómodo, Antonio Pío y la Estatua ecuestre de Marco Aurelio.
En Roma también se esculpieron relieves, las influencias fueron las mismas, siendo el realismo una tendencia más popular y el idealismo más aristocrático. En los relieves, los artistas romanos hicieron uso de recursos pictóricos como las perspectivas. Y detalles anecdóticos.
La influencia más clara de Grecia se aprecia en los relieves del Ara Pacis de Augusto, esta tendencia idealista se fue perdiendo con el tiempo, aunque se mantiene en la Columna de Trajano o el Arco de Tito, pero es más débil en la Columna de Marco Aurelio en que sus relieves representan el horror de la guerra.

#### Escultura bizantina
Las obras más destacadas de la escultura bizantina son las labores ornamentales de los capiteles con motivos vegetales y animales afrontados, como son los de San Vital de Rávena o los sarcófagos de la misma ciudad, en los que se representan los temas del Buen Pastor.
Pero las obras capitales de la escultura bizantina son las pequeñas obras, dípticos y cajas talladas en marfil, destacando el díptico Barberini, Museo del Louvre, del siglo V, o la célebre Cátedra del Obispo Maximiano, en Rávena, tallada hacia el año 533 sobre placas de marfil con minucioso trabajo.
- Wikimedia Commons alberga una categoría multimedia sobre Escultura romana.

### Edad Media

#### Románico
Durante el románico, en el resto de Europa la escultura estuvo subordinada a la arquitectura, siendo una simple ornamentación, principalmente en las puertas de las iglesias y catedrales.
Pero en la mayor parte del territorio italiano, la decoración escultórica no existía, en el arte románico particular italiano se le dio más importancia al color, por lo que la decoración de las fachadas no era esculpida sino que era pintada o utilizaba mármoles de diferentes colores.
Pero en general el románico italiano, al igual que el gótico fue más clasicista que en el resto de Europa.
- Wikimedia Commons alberga una categoría multimedia sobre Escultura románica.

#### Gótico
La escultura gótica italiana se desarrolla principalmente en la Toscana y el norte de la península.
Son los lugares donde Nicola Pisano esculpió los relieves del púlpito del baptisterio de la Catedral de Pisa y de la Catedral de Siena.
Nicola Pisano tuvo una tendencia marcadamente clasicista que prácticamente se anticipa al renacimiento.
Por otro lado, su hijo Giovanni está más influido por la corriente internacional, tomando características propias del gótico francés como del alemán.
Finalmente con Lorenzo Ghiberti termina el gótico, conserva ciertos rasgos de la escultura gótica aunque volviendo en cierto modo al clasicismo lo que conducirá al renacimiento.
- Wikimedia Commons alberga una categoría multimedia sobre Escultura gótica.

### Renacimiento
La escultura del Renacimiento se entiende como un proceso de recuperación de la escultura de la Antigüedad clásica. Los escultores encontraron en los restos artísticos y en los descubrimientos de nacimientos de esa época pasada la inspiración perfecta para sus obras. También se inspiraron en la naturaleza. En este contexto hay que tener en cuenta la excepción de los artistas flamencos en el norte de Europa, los cuales además de superar el estilo figurativo del gótico promovieron un Renacimiento ajeno al italiano, sobre todo en el apartado de la pintura.

### Manierismo
El término manierismo es la denominación historiográfica del periodo y estilo artístico que se sitúa convencionalmente en las décadas centrales y finales del siglo XVI (cinquecento, en italiano), como parte última del Renacimiento (es decir, un Bajo Renacimiento). Su caracterización es problemática, pues aunque inicialmente se definió como la imitación de la manera de los grandes maestros del Alto Renacimiento (por ejemplo, el propio Tintoretto pretendía dibujar como Miguel Ángel y colorear como Tiziano), posteriormente se entendió como una reacción contra el ideal de belleza clasicista y una complicación laberíntica tanto en lo formal (línea serpentinata, anamorfosis, exageración de los movimientos, los escorzos, las texturas, los almohadillados, alteración del orden en los elementos arquitectónicos) como en lo conceptual (forzando el decorum y el equilibrio altorrenacentistas, una "violación de la figura"), que prefigura el "exceso" característico del Barroco. Por otro lado, también se identifica el Manierismo con un arte intelectualizado y elitista, opuesto al Barroco, que será un arte sensorial y popular. Considerado como una mera prolongación del genio creativo de los grandes genios del Alto Renacimiento (Leonardo, Rafael, Miguel Ángel, Tiziano) por sus epígonos (como los leonardeschi), el manierismo fue generalmente infravalorado por la crítica y la historiografía del arte como un estilo extravagante, decadente y degenerativo; un refinamiento erótico y una "afectación artificiosa" cuya elegancia y grazia no fue apreciada plenamente hasta su revalorización en el siglo XX, que comenzó a ver de forma positiva incluso su condición de auto-referencia del arte en sí mismo.
El manierismo se distingue por varias características distintivas. Los artistas manieristas a menudo han exagerado las proporciones y posturas de figuras, creando composiciones artificiales y dramáticas. Los colores brillantes y contrastantes, las líneas sinuosas y las perspectivas distorsionadas también son elementos típicos de la modernismo.
Los temas abordados por los artistas manieristas fueron variados y complejos. Los sujetos religiosos y mitológicos eran comunes, pero los artistas también exploraban temas alegóricos y filosóficos. Las obras manieristas estaban cargadas de simbolismo y referencias intelectuales, reflejando el aprendizaje y la sofisticación de los artistas y sus clientes.

## Lista de escultores italianos por orden alfabético
- Gian Lorenzo Bernini
- Michelangelo Buonarotti
- Cellini
- Leonardo da Vinci
- Donatello
- Lorenzo Ghiberti
- Giambologna
- Paolo di Giovanni
- Amedeo Modigliani
- Antonio del Pollaiolo
- Giovanni della Robbia
- Luca della Robbia
- Andrea Verrocchio